# مقاطعة برويرز (كولورادو)
مقاطعة برويرز (بالإنجليزية: Prowers County)‏ هي إحدى مقاطعات ولاية كولورادو في الولايات المتحدة الأمريكية.